# Poręba Wielka (Oświęcim)

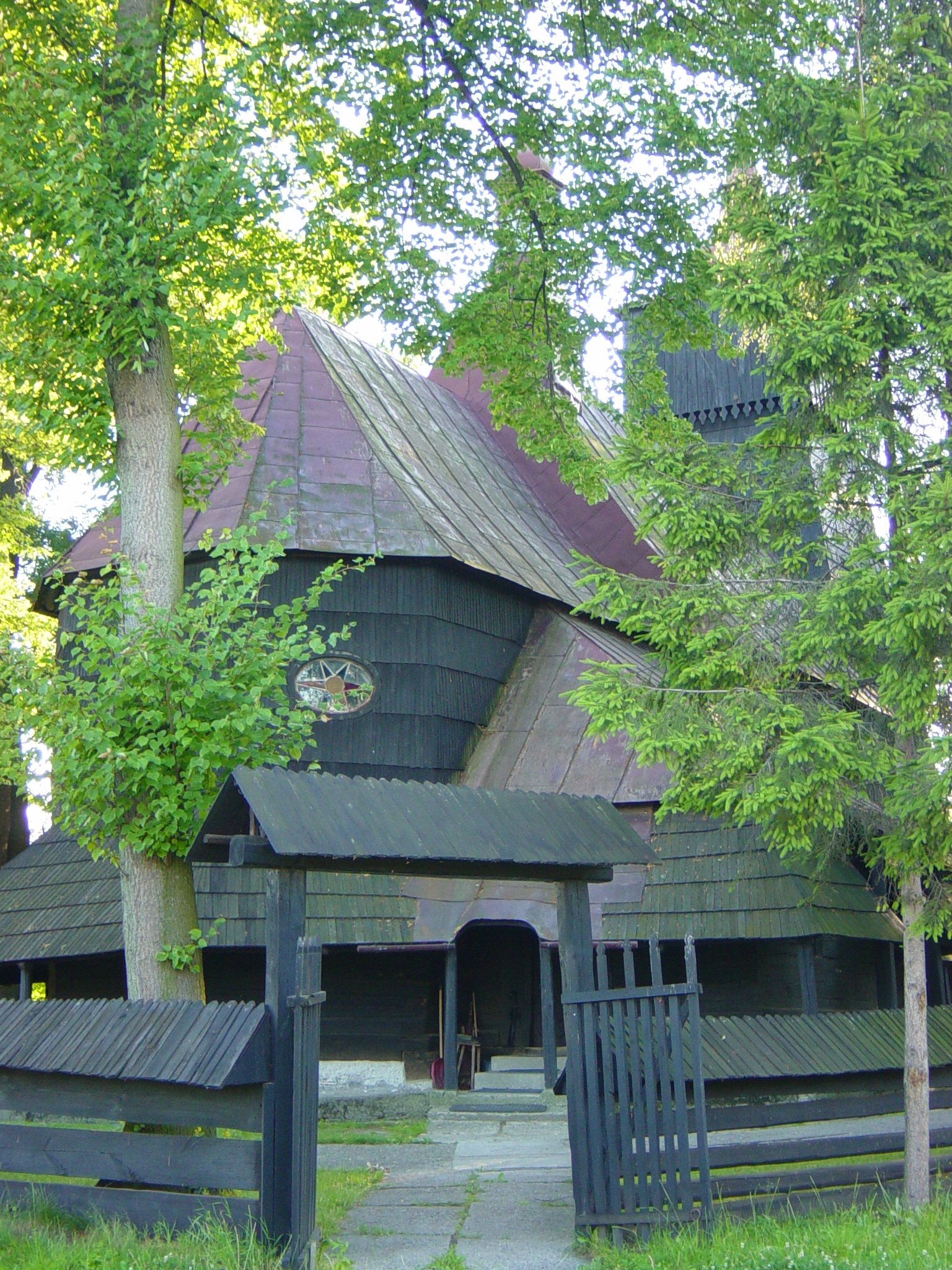
Katholische Holzkirche

Poręba Wielka (ursprünglich Sępnia; deutsch Poremba Wielka) ist eine Ortschaft mit einem Schulzenamt der Landgemeinde Oświęcim im Powiat Oświęcimski der Woiwodschaft Kleinpolen.

## Geographie
Poręba Wielka liegt im Auschwitzer Becken (Kotlina Oświęcimska).
Nachbarorte sind die Stadt Oświęcim im Norden, Włosienica im Osten, Polanka Wielka im Süden, Grojec (Siedlung Łazy) im Südwesten, Zaborze im Nordwesten.

## Geschichte
Der Ort wurde 1285 von komes Adam als Sępnia gegründet. Kurz darauf wurde der Name verändert. Es wurde als [Item Mathias, plebanus ecclesie de] Paromba im Zehntrückstandregister des Jahres 1326 im Dekanat Auschwitz des Bistums Krakau erwähnt. In den Jahren 1335–1342 als Primo de Poramba. Der Name Poręba ist weit verbreitet, polnisch für „Waldlichtung“, „Kahlschlag“, das Adjektiv Wielka (zuerst im 16. Jahrhundert) bedeutet groß.
Im Jahr 1350 wurde das Dorf mit Doppelnamen Suthnar seu [— oder] Poramba im Peterspfennigregister erwähnt. 1422 wurde der Besitzer Thomas Rachnowsky zu Poramba Rathmane in einem deutschsprachigen Dokument der Stadt Kęty erwähnt. Kurt Lück bezeichnete das Dorf als deutsche Siedlung, als ob es eine schmale Verbindung von Auschwitz durch Polanka Wielka (angeblich Keymansdorf) und Osiek (Bratmansdorff) zur Bielitz-Bialaer Sprachinsel gegeben hätte. Seine Kriterien waren aber sehr großzügig und tendenziös.
Seit 1290 gehörte das Dorf zum Herzogtum Teschen und seit 1315 zum Herzogtum Auschwitz. Seit 1327 bestand die Lehnsherrschaft des Königreichs Böhmen, im Jahre 1457 von Polen abgekauft und als Poramba erwähnt.
Bei der Ersten Teilung Polens kam Poręba Wielka 1772 zum neuen Königreich Galizien und Lodomerien des habsburgischen Kaiserreichs (ab 1804).
1918, nach dem Ende des Ersten Weltkriegs und dem Zusammenbruch der k.u.k. Monarchie, kam Poręba Wielka zu Polen. Unterbrochen wurde dies durch die Besetzung Polens durch die Wehrmacht im Zweiten Weltkrieg.
Von 1975 bis 1998 gehörte Poręba Wielka zur Woiwodschaft Bielsko-Biała.